# Zespół Madonny i ladacznicy
Zespół Madonny i ladacznicy – zaburzenie seksualne opisane przez psychoanalityka Renshava, polegające na ambiwalentnej postawie mężczyzny wobec natury kobiecej. W mentalności mężczyzny współistnieją dwa modele kobiety: Madonna – porządna, cnotliwa, idealna żona i matka oraz ladacznica – zmysłowa, rozpustna, dostępna, zabawowo traktująca seks.
Postawa ta według Renshava jest bardzo rozpowszechniona w kręgu kultury Zachodu i wynika z wychowania, lęku kastracyjnego, nieufności wobec kobiet i podwójnej moralności.
Odpowiednikiem tego zespołu u kobiet jest zespół rycerza i rozpustnika.

## Literatura
- Zbigniew Lew-Starowicz, Encyklopedia erotyki, Warszawa 2004, ISBN 83-72-00882-5

Przeczytaj ostrzeżenie dotyczące informacji medycznych i pokrewnych zamieszczonych w Wikipedii.